# Modráskovité
Modráskovité (Pontederiaceae) je čeleď jednoděložných rostlin z řádu křížatkotvaré (Commelinales).

## Popis
Jsou to jednoleté nebo vytrvalé vodní rostliny (hydrofyty), kořenící ve dně nebo volně plovoucí. Listy jsou jednoduché, střídavé nebo řidčeji v přeslenech, řapíkaté, s trubkovitými listovými pochvami. Čepel je čárkovitá, kopinatá, vejčitá nebo okrouhlá, celokrajná, se zpeřenou (zpeřeně souběžnou) žilnatinou. U rodu jsou Hydrothrix listy redukované. Listy mohou být ponořené, plovoucí na hladině nebo jsou nad hladinou. Řapíky a větve jsou často vyplněny houbovitou tkání, aerenchymem. Jsou to jednodomé rostliny s oboupohlavnými květy. Květy jsou jednotlivé nebo uspořádány v květenstvích, hroznech, latách,vrcholících nebo klasech, květenství bývá podepřeno toucem, řidčeji nikoliv. Květy jsou pravidelné nebo nepravidelné, zygomorfické, květy jsou podepřeny listenem, se kterým květ někdy i srůstá. Okvětí se skládá ze 6 okvětních lístků, srostlé nebo řidčeji volné, většinou bílé, modré, fialové, zřídka žluté barvy. Tyčinek je 6, zřídka 3 (Heteranthera), jsou volné. Gyneceum je srostlé ze 3 plodolistů, je synkarpní (někdy až pseudomonomerické), semeník je svrchní. Plodem je tobolka nebo oříšek.

## Rozšíření ve světě
Je známo asi 7 rodů a asi 33 druhů, které jsou přirozeně rozšířeny v tropech až teplejší části mírného pásma velké části světa. Chybí v Evropě, v Asii mimo jihu a východu, severní Africe aj. Patří sem známá invazní vodní rostlina teplejších částí světa tokozelka nadmutá (Eichhornia crassipes).

## Zástupci
- kosice (Heteranthera)
- modráska (Pontederia)
- tokozelka (Eichhornia)[3]

## Přehled rodů
Eichhornia,
Heteranthera (včetně Eurystemon),
Hydrothrix,
Monochoria,
Pontederia,
Reussia,
Scholleropsis